# Áli Hábíb Mahmúd
Áli Hábíb Mahmúd (1939. január 1. – 2020. március 20.) szíriai altábornagy, vezérkari főnök és honvédelmi miniszter (2009. június 3-tól 2011. augusztus 8-ig). Tagja volt Bassár el-Aszad elnök belső körének.

## Életútja
1939-ben született Tartúsz városában. A hadsereghez húsz év múlva csatlakozott. 1962-ben elvégezte a katonai akadémiát. 1973-ban harcolt Izrael ellen a jom kippuri háborúban és katonai erőket vezetett az izraeli csapatok ellen az 1982-es libanoni háborúban. Az öbölháborúban szintén részt vett, azon nemzetközi koalíció tagjaként, mely kiűzte Irakot az általa megszállt Kuvaitból. 1994-ben kinevezték a különleges erők parancsnokává, posztját 2002-ig töltötte be,  amikor a vezérkari főnök helyettese lett. 2004-ben vezérkari főnökké nevezték ki. 2009. június 3-án az elnök beválasztotta a szíriai kabinetbe, honvédelmi miniszter lett.
A 2011-es szíriai felkelést kíméletlenül vérbe fojtani igyekező rezsim több tagjával együtt Mahmúdot is az emberiségi jogok megsértésével vádolták meg nemzetközi szervezetek. Májusban az Egyesült Államok őellene is kiutazási tilalmat és vagyonbefagyasztást rendelt el.
A szíriai elnök 2011. augusztus 8-án Mahmúdot leváltotta pozíciójáról és az addigi vezérkari főnököt, Dawood Rajhát jelölte ki utódjának. A miniszteri cserét Mahmúd egészségi állapotával magyarázták. Bukásának bejelentése után számos pletyka kezdett keringeni a valódi okokról. Egyes sajtóvélemények szerint Mahmúd szembehelyezkedett az elnökkel abban a kérdésben, hogy a szíriai haderő brutálisan lépett fel Hamá város kormányellenes tüntetőivel szemben.
Egyes sajtóorgánumok azt jelentették, hogy augusztus 9-én az altábornagyot holtan találták otthonában. E jelentések szerint halálát szívroham okozta. Ellenzéki erők később azt közölték, hogy Mahmúdot a kormányerők meggyilkolták, mégpedig maga Maher el-Aszad, az elnök testvére áll a gyilkosság mögött. Még aznap bebizonyosodott, hogy az információ téves: Mahmúd saját maga cáfolta meg halálát a szíriai állami televízióban.
2013 szeptemberében ellenzéki források azt állították, hogy Mahmúd dezertált és Törökországba szökött, ám ez szintén megcáfolásra került.

## Külső hivatkozások
1. ↑  Former Syrian Defense Minister passes away at 81 (angol nyelven)
2. ↑  بظروف غامضة.. وفاة وزير دفاع حكومة النظام السوري الأسبق علي حبيب. [2020. március 21-i dátummal az eredetiből archiválva]. (Hozzáférés: 2020. március 21.)
3. ↑  „Syria names former army chief new defence minister”, Syria Today , 2009. július 1.. [2010. november 30-i dátummal az eredetiből archiválva] (Hozzáférés: 2010. december 15.)
4. 1 2  http://www.bbc.co.uk/news/world-middle-east-13216195
5. ↑  „وزير جديد للدفاع في سورية”, BBC Arabic , 2009. június 3. (Hozzáférés: 2010. december 15.) (arab nyelvű)
6. ↑  Fired Syrian DM was found death
7. ↑  http://www.ynet.co.il/english/articles/0,7340,L-4106489,00.html
8. ↑  Exclusive: Former Syria defense minister defects in break with Assad Archiválva 2015. szeptember 24-i dátummal a Wayback Machine-ben. Reuters. Retrieved on 2013-09-06.
9. ↑  Kamal Alam: Kissinger's Prophecy Fulfilled in Syria. War On The Rocks , 2019. január 23. (Hozzáférés: 2019. február 2.)